# Lilija Nurutdinowa
Lilija Foatowna Nurutdinowa (ros. Лилия Фоатовна Нурутдинова; ur. 20 września 1963 we wsi Narat-Ełga) – rosyjska lekkoatletka reprezentująca również Związek Radziecki i Wspólnotę Niepodległych Państw, specjalizująca się w biegach średniodystansowych, dwukrotna medalistka igrzysk olimpijskich z 1992 r. z Barcelony: złota w sztafecie 4 × 400 metrów oraz srebrna w biegu na 800 metrów.

## Finały olimpijskie
- 1992 – Barcelona, sztafeta 4 × 400 m – złoty medal (wystąpiła w biegu eliminacyjnym)
- 1992 – Barcelona, bieg na 800 m – srebrny medal

## Inne osiągnięcia
- 1990 – Split, mistrzostwa Europy – brązowy medal w biegu na 800 m
- 1991 – Tokio, mistrzostwa świata – złoty medal w biegu na 800 m
- 1992 – dwukrotna mistrzyni Rosji, w biegach na 400 m i 1500 m[1]

## Rekordy życiowe
- bieg na 400 metrów – 51,34 (1992)
- bieg na 800 m – 1:55,99 – Barcelona 03/08/1992
- bieg na 1000 m – 2:35,03 – Villeneuve-d’Ascq 02/07/1993
- bieg na 1000 m (hala) – 2:34,67 – Moskwa 07/02/1992